# Trace One
 (mars 2016).
Si vous disposez d'ouvrages ou d'articles de référence ou si vous connaissez des sites web de qualité traitant du thème abordé ici, merci de compléter l'article en donnant les références utiles à sa vérifiabilité et en les liant à la section « Notes et références ».
Trace One est une entreprise spécialisée en solutions e-collaboratives de gestion de produits de grande consommation tel que le PLM pour les distributeurs et industriels.

## Historique
Créée en 2000 par Jérome Malavoy, Anne-Marie Soubeyran et Georges Le Nigen, Trace One a développé la première plate-forme collaborative en ligne en mode SaaS (Software as a service) de gestion des développements et de la qualité des produits à marque de distributeur. En 2009, Trace One acquiert Eqos, une entreprise britannique leader des solutions en ligne de sourcing des produits non-alimentaires. La société est présente dans plus d'une dizaine de pays. 
Le 24 mars 2021, HG Capital annonce avoir vendu Trace One à Symphony Technology Group (« STG »).